# Feldflieger-Abteilung 52
Feldflieger-Abteilung Nr. 52 – FFA 52 (Polowy oddział lotniczy nr 52) – jednostka obserwacyjna i rozpoznawcza lotnictwa niemieckiego Luftstreitkräfte z początkowego okresu I wojny światowej.

## Informacje ogólne
Jednostka została utworzona na początku I wojny światowej, w dniu 18 stycznia 1915 roku z Festungsfliegerabteilung 8 Fliegerersatz Abteilung Nr. 1 i weszła w skład większej jednostki Batalionu Lotniczego nr 1. Jednostka uczestniczyła w walkach na frontach wschodnim. 
11 stycznia 1917 roku jednostka została przeformowana i zmieniona w Fliegerabteilung 22 - (FA 22).